# 斯托霍夫

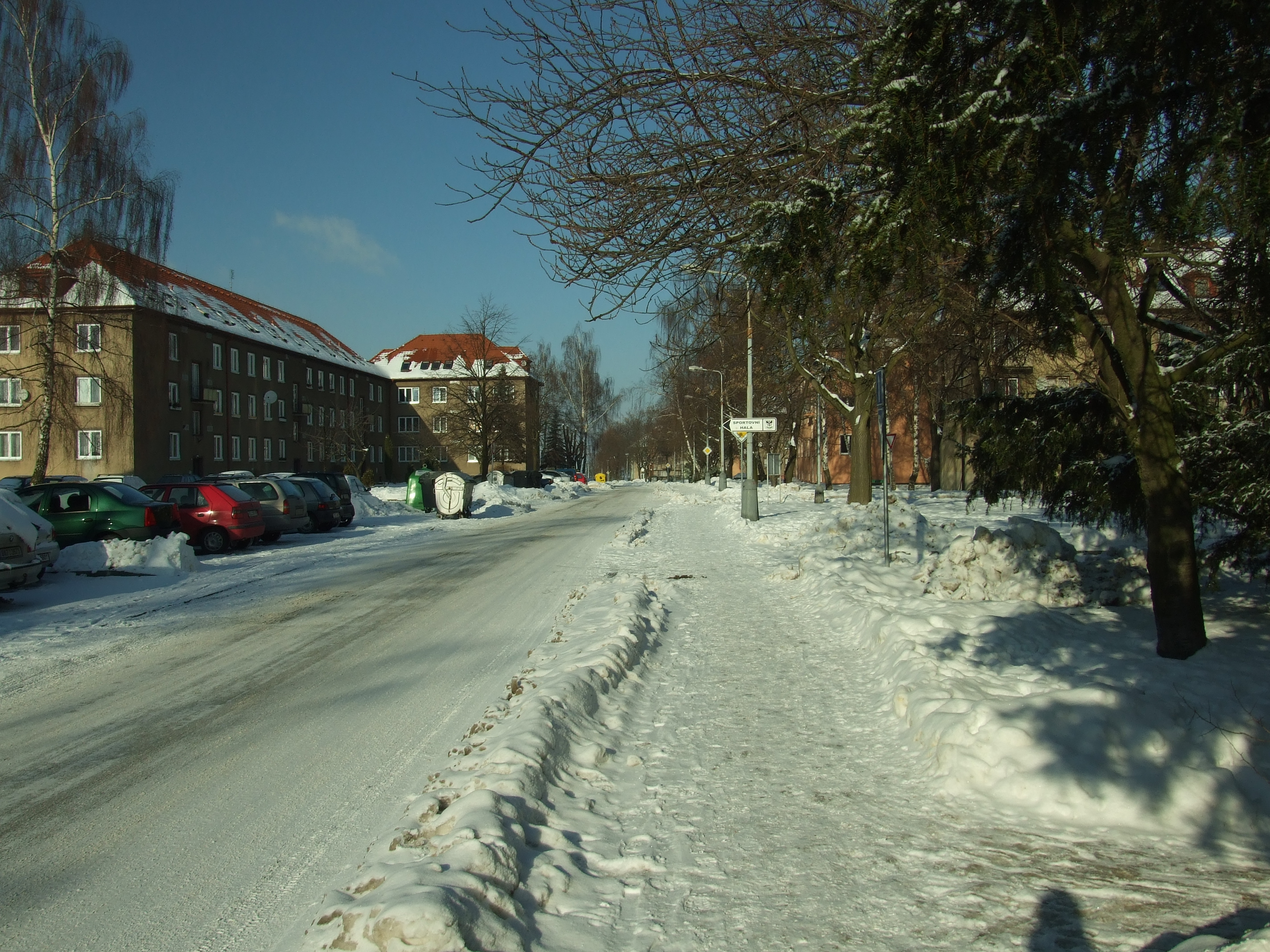

斯托霍夫是捷克的城鎮，位於該國西北部，距離克拉德諾11公里，由中波希米亞州負責管轄，面積9.48平方公里，海拔高度448米，2011年人口5,864。

## 外部連結
- http://www.stochov.cz/ （页面存档备份，存于）